# Okręg Łódź Armii Krajowej
Okręg Łódź SZP, ZWZ, wreszcie Armii Krajowej noszący kryptonimy „Arka”, „Kreton”, „Barka”, „Łania”.

## Struktura organizacyjna w 1944
- Inspektorat Łódź Armii Krajowej

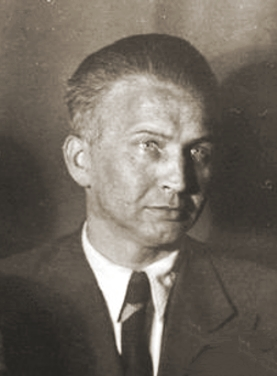
Gen. Leopold Okulicki (1944)

- Inspektorat Kalisz Armii Krajowej (do wiosny 1942)[1]
- Inspektorat Piotrków Trybunalski Armii Krajowej[2]
- Inspektorat Sieradz Armii Krajowej
- Inspektorat Koło Armii Krajowej
- Inspektorat Kutno Armii Krajowej[3]

## Komendanci
- płk Leopold Okulicki „Pan Jan”,
- ppłk Stanisław Juszczakiewicz „Kornik”,
- płk Ludwik Czyżewski „Julian”,
- płk Michał Stempkowski „Grzegorz”, „Barbara”